# Marcin Pastusiak
Marcin Pastusiak (ur. 14 listopada 1985 w Łodzi, zm. 22 stycznia 2011 w Qarabagh) – polski wojskowy, starszy szeregowy Wojska Polskiego, poległ podczas wykonywania zadania bojowego, pośmiertnie awansowany na stopień sierżanta.

## Życiorys
Ukończył Technikum Włókiennicze nr 1 w Łodzi, a następnie pracował na poczcie oraz w Instytucie Włókiennictwa w Łodzi. Od 2006 odbywał zasadniczą służbę wojskową w Mazowieckim Oddziale Żandarmerii Wojskowej w Warszawie. Następnie od 2008 służył jako patrolowy – celowniczy w Oddziale Specjalnym Żandarmerii Wojskowej w Mińsku Mazowieckim. W tym samym roku działał w PKW w Libanie ramach misji UNIFIL, a następnie w misji PKW w Afganistanie na stanowisku młodszego operatora w Operacyjnym Zespole Doradczo-Łącznikowym ds. Policji.
Zginął wraz z ratownikiem medycznym, Marcinem Knapem, podczas patrolu, wspólnego z policją afgańską. Pod transporterem opancerzonym Rosomak, którym podróżował, eksplodowała mina pułapka, Pośmiertnie został awansowany do stopnia sierżanta.
Został pochowany w alei głównej cmentarza rzymskokatolickiego na Dołach w Łodzi.

## Odznaczenia
- Krzyż Kawalerski Orderu Krzyża Wojskowego (pośmiertnie, 25 stycznia 2011)[6],
- Gwiazda Afganistanu (2011),
- Odznaka Honorowa Żandarmerii Wojskowej (2011) – za szczególne osiągnięcia podczas pełnienia służby wojskowej (...) w islamskiej republice Afganistanu oraz wyjątkową ofiarność i odwagę w czasie wykonywania działań bojowych przeciwko aktom terroru[7].

## Upamiętnienie
- 12 marca 2025 Rada Miejska w Łodzi uchwaliła nazwanie imieniem sierżanta Marcina Pastusiaka, ronda u zbiegu ulicy Obywatelskiej i alei gen. Waltera Janke[8].